# Jo Mi-ryung
Jo Mi-ryung (nascida em 16 de abril de 1973) é uma atriz sul-coreana. É mais conhecida como atriz coadjuvante em dramas de televisão, tais como Dae Bak Family (2002), Passion (2004), I Love You (2008), The Slave Hunters (2010) e Can't Lose (2011).